# Armando Castillo
Armando Damián Castillo Alvarado (Nebaj, 27 de septiembre de 1965) es un empresario y político guatemalteco que se desempeñó como diputado del Congreso de Guatemala por Listado Nacional desde 2020 hasta 2024 por el partido Visión con Valores (VIVA), también es secretario general de la misma desde 2014.

## Biografía
Castillo nació el 27 de septiembre de 1965 en Nebaj en el departamento de Quiché. Vivió en dicho departamento hasta cuando cumplió 15 años, pero tuvo que migrar hacia la ciudad de Guatemala por el aumento de la violencia en el marco del conflicto armado interno. Inició un emprendimiento de fabricación de calzado, que con el paso del tiempo fue creciendo. Posteriormente, comenzó a tener negocios inmobiliarios.

## Carrera política
Incursionó en la política cuando junto a Harold Caballeros y otras personalidades fundaron el partido político Visión con Valores allí se desempeñó como secretario departamental de Quiché y secretario de organización nacional. Fue hasta el año 2014 cuando Caballeros dejó la secretaría general y en su sustitución fue elegido Castillo, desde ese momento ha sido reelecto en el cargo hasta la actualidad.
En el año 2019 fue postulado para ocupar el primer puesto en el listado de candidatos a diputados por el Listado Nacional del partido Visión con Valores (VIVA) en las elecciones legislativas de 2019. Fue electo como diputado y asumió el cargo el 14 de enero de 2020 siendo parte de la IX Legislatura del Congreso.
Como miembro del Congreso, integró varias comisiones parlamentarias como Trabajo, Seguridad Alimentaria, Salud y Asistencia Social, Ambiente, Ecología y Recursos Naturales y Agricultura, Ganadería y Pesca.
En 2020, el bloque legislativo del partido Visión con Valores apoyó al partido del gobierno de Alejandro Giammattei y por tal motivo, el partido integró la Junta Directiva del Congreso de la República en dos períodos: 2020-2021 y 2021-2022. En esos dos períodos, Castillo fue electo como tercer vicepresidente del Congreso durante la presidencia de Allan Rodríguez.
En febrero de 2022, Castillo fue electo nuevamente como secretario general de Visión con Valores. En ese mismo año, apoyó y votó a favor del polémico decreto 18-2022, oficialmente conocida como «Ley para la Protección de la Vida y la Familia» que aumentaba las penas por aborto, intentaba bloquear la educación sexual y rechazaba la diversidad de género. Sin embargo, la ley fue vetada por el presidente Alejandro Giammattei por el extremismo con el que fue redactada.
A mediados de 2023, se conoció que Castillo, en su calidad de secretario general del partido, hizo una alianza con el expresidente guatemalteco Alfonso Portillo para las elecciones generales de 2023, esta incluía que él y su esposa Evelyn Morataya serían postulados como candidatos a diputados por el listado nacional. La candidatura de Portillo no fue aceptada por el Tribunal Supremo Electoral debido a que este fue condenado por lavado de dinero en Estados Unidos, Morataya sí fue electa como diputada. Incluso Castillo afirmó que si él ganaba la presidencia Portillo sería nombrado como Ministro de Economía.
El 11 de febrero de 2023, Castillo fue proclamado como candidato presidencial de Visión con Valores junto al empresario Édgar Grisolia como candidato a la vicepresidencia. Fue inscrito oficialmente ante el Tribunal Supremo Electoral el 10 de marzo de 2023. El 25 de junio obtuvo el 4° lugar con 397 469 votos (9.44%).